# Syndrome
Syndrome – drugi singel z albumu Synthetic Generation szwedzkiej grupy Deathstars. Wydany w 2003 roku.

## Lista utworów
1. Syndrome – 3.10
2. Genocide – 3.39
3. Our God The Drugs – 3.45